# Ferrante Imperato
 (juin 2024).
Si vous disposez d'ouvrages ou d'articles de référence ou si vous connaissez des sites web de qualité traitant du thème abordé ici, merci de compléter l'article en donnant les références utiles à sa vérifiabilité et en les liant à la section « Notes et références ».
Ferrante Imperato, né vers 1525 et mort vers 1615, est un pharmacien et naturaliste napolitain.
Ferrante Imperato collectionnait des objets d'histoire naturelle, parmi lesquels des coquillages, des oiseaux, des créatures marines, des fossiles et des minéraux. Il est l'auteur de l'ouvrage Dell'Historia Naturale, publié en 1599, et le possesseur d'un célèbre cabinet de curiosités au palais Orsini di Gravina de Naples. Cette collection variée, qui a fait l'objet d'un catalogue publié au XVIIe siècle, est devenue aussi célèbre que celle de l'apothicaire Francesco Calceolari, à Vérone. Proposant des visites de sa collection, il compte parmi ses visiteurs Nicolas-Claude Fabri de Peiresc, homme de lettres et antiquaire collectionneur français en 1601.

## Biographie
Ferrante Imperato naît au XVIe siècle à Naples, où il exerça la profession de pharmacien. Dès sa jeunesse il montra beaucoup de penchant pour l’étude de l’histoire naturelle ; et il avait commencé une collection de minéraux qui devint par la suite considérable. Il établit un jardin pour y cultiver des plantes rares ; et il rechercha les conseils et les leçons des plus célèbres naturalistes de l’Europe de son époque.
Ferrante Imperato, qui parcourait l'Italie du Sud pour effectuer des observations géologiques, avait pour devise In dies auctior (« Je m'améliore de jour en jour »). Il entretenait une correspondance avec un réseau de savants en Italie et correspondait avec des botanistes, bien que les historiens de la botanique ne considèrent pas son intérêt pour les plantes comme une « curiosa ». Il comptait au nombre de ses correspondants ou de ses amis Pierandrea Mattioli, qui le cite honorablement dans ses ouvrages, Melchiorre Guilandino, Bartolomeo Maranta, Ulisse Aldrovandi, Chisius et Gaspard Bauhin. Dès 1570, Maranta lui dédia ses deux livres Della teriaca e del mitridate, par une épître dans laquelle il le qualifie de « très-habile botaniste » (semplicista ecelentissimo). Il avait fait un grand nombre d’observations et d’expériences sur la vipère, ainsi que sur les propriétés médicales qu’on lui attribue. En 1573, il consultait à ce sujet Aldrovandi dans une lettre que Giovanni Fantuzzi a publiée à la suite des Memorie della vita di Aldrovandi.

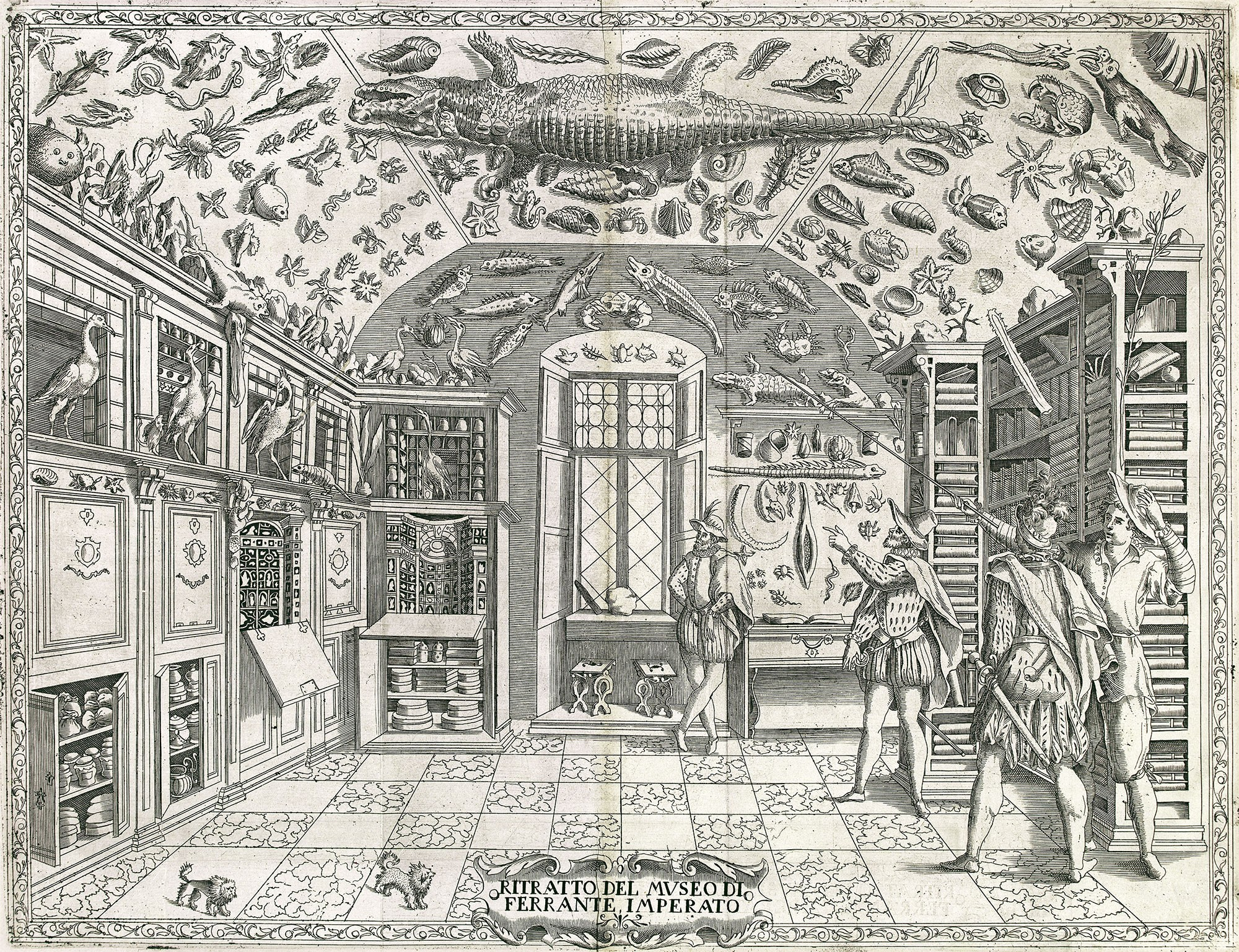
Gravure anonyme, frontispice de Dell'Historia Naturale de Ferrante Imperato, ici de la deuxième édition vénitienne intitulée Historia naturale (1672),.

Il fut l'un des premiers à identifier correctement les processus de formation des fossiles, en les soumettant à des tests empiriques. Son élève, formé dans la collection, fut le juriste Fabio Colonna, qui poursuivit ses travaux sur les fossiles. Fabio Colonna s’est plu à consigner dans les préfaces de ses ouvrages les services que lui avait rendus Imperato, dont il loue le savoir, la modestie et l’obligeance. Ces témoignages honorables n’ont pas empêché de contester à Imperato le seul ouvrage qui lui est attribué. Il est intitulé Dell’istoria naturale libri XXVIII ; l'édition de Venise (1672), moins bien exécutée que la précédente, est augmentée de quelques Observations botaniques de Giovanni Maria Ferro, pharmacien à l’hospice (speziale alla sanità). Cet ouvrage a été traduit en latin, (Cologne, 1695). Les premiers livres traitent des différentes espèces de terre ; les suivants, des minéraux, des plantes et de leurs vertus, et enfin des animaux ; en sorte que l’auteur passe en revue les différentes classes de l’histoire naturelle avec plus ou moins de développements. La dédicace, adressée au vice-roi de Naples, est signée de Francesco Imperato, l’un des fils de Ferrante, qui devait être alors d’un âge avancé. Dans la préface Ferrante nomme toutes les personnes dont il a reçu des secours pour la rédaction de son ouvrage, entre autres Nicola Antonio Stigliola, l’un de ses meilleurs amis. Cependant Vincent Placcius, dans son Theatrum anonymor., avance que Ferrante avait acheté de Stelliola, pour cent piastres, le manuscrit de cet ouvrage avec la permission de s’en déclarer l’auteur. Cette assertion a été réfutée solidement par Leonardo Nicodemo dans ses additions à la Biblioteca napoletana de Niccolò Toppi.

## Commentaire

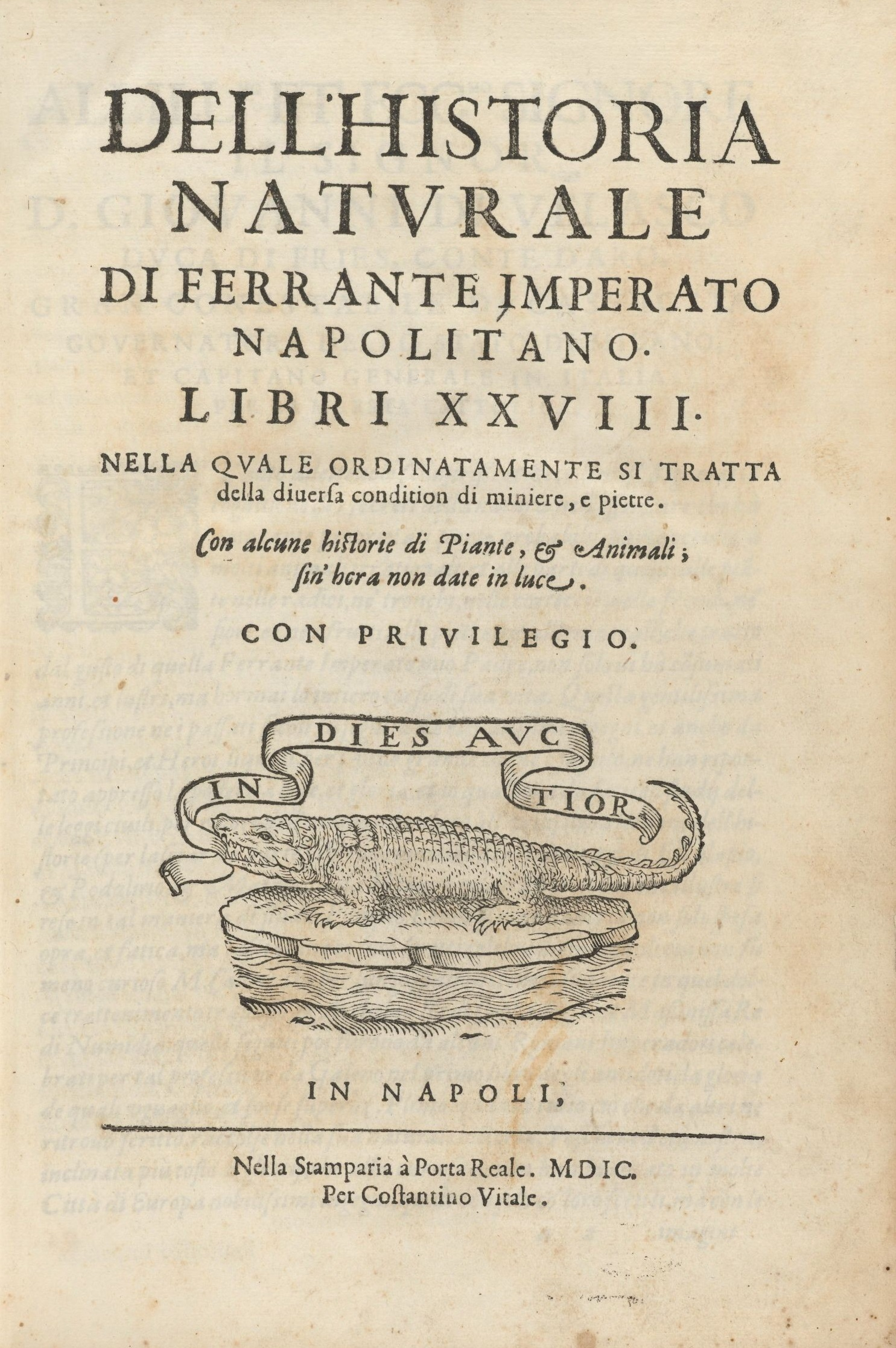
Page de titre du Dell'Historia Naturale, dans l'édition de 1599 à Naples.

Charles Lyell a écrit ce qui suit dans Principles of geology, Vol.1 (1830), pp. 26–27.

« Cesalpino, célèbre botaniste, pensait que les coquillages fossiles avaient été laissés sur la terre par la mer qui se retirait et s'étaient transformés en pierre lors de la consolidation du sol ; L'année suivante (1597), Simone Majoli alla encore plus loin et, coïncidant en grande partie avec les vues de Cesalpino, suggéra que les coquillages et les matières sous-marines du Véronais et d'autres régions pouvaient avoir été rejetés sur la terre par des explosions volcaniques, comme celles qui ont donné naissance, en 1538, au Monte Nuovo, près de Pouzzoles. Cette allusion fut la première tentative imparfaite de relier la position des coquillages fossiles à l'action des volcans, un système plus développé par Hooke, Lazzaro Moro, Hutton et d'autres écrivains.
Deux ans plus tard, Imperati défendait l'origine animale des coquillages fossilisés, tout en admettant que les pierres pouvaient se végétaliser sous l'effet d'un « principe interne » ; il en donnait pour preuve les dents de poissons et les épines d'échinodermes trouvées pétrifiées. »

— Charles Lyell, Principes de géologie

## Œuvre
- Dell'Historia Naturale, illustré de gravures sur bois, Naples, 1599.
- Réédition du même ouvrage, annotée et commentée par Giovanni Maria Ferro, Venise, 1672.
- Historiae naturalis, édition en latin, Cologne, 1695.

## Héritage
Le genre Plantae Imperata porte le nom de Ferrante Imperato,.